# Pyura navicula
Pyura navicula är en sjöpungsart som beskrevs av Kott 1985. Pyura navicula ingår i släktet Pyura och familjen lädermantlade sjöpungar. Inga underarter finns listade i Catalogue of Life.